# اورفالو
اورفالو (به مجاری: Orfalu) یک شهرداری در مجارستان است که در VAS واقع شده‌است. اورفالو ۶٫۹۴ کیلومتر مربع مساحت و ۶۰ نفر جمعیت دارد.